# Меткалф, Дональд
Дональд Меткалф (Donald Metcalf; 26 февраля 1929, Миттагонг, Австралия — 15 декабря 2014, Мельбурн) — австралийский медик, физиолог и гематолог, известен своей пионерской работой по регуляции образования клеток крови.
Первооткрыватель гормонов, которые регулируют пролиферацию клеток крови.
Его даже называют «отцом современной гематологии».
Результаты его работы принесли непосредственную пользу миллионам людей.
Выпускник Сиднейского университета, с 1954 года он работал в Walter and Eliza Hall Institute of Medical Research (по 2014), эмерит-профессор Мельбурнского университета, член АН Австралии (1969) и Лондонского королевского общества (1983) и иностранный член НАН США (1988).
Отмечен международными престижными наградами, лауреат премий Ласкера и Луизы Гросс Хорвиц Колумбийского университета (обе — 1993), а также удостоен медали Джесси Стивенсон-Коваленко НАН США (1994).

## Биография
Родился в Миттагонге (Новый Южный Уэльс, Австралия) в семье школьных учителей.
Окончил Сиднейский университет (бакалавр медицины BSc (Med), 1951; MB BS, 1953). В 1956—1958 годах постдок в Гарвардской медицинской школе, в 1961 году получил докторскую степень. В 1954 году он переехал в Мельбурн и поступил в Walter and Eliza Hall Institute of Medical Research, с которым связал всю свою последующую 60-летнюю карьеру, также как стипендиат Cancer Council Victoria; в 1958 году, по возвращении из Гарварда, занял должность заведующего лабораторией исследований рака, с 1965 по 1996 год глава подразделения исследований рака и ассистент-директор (заместитель директора) института Густава Носсала; в 1996 году формально ушёл в отставку, однако продолжал заниматься исследованиями в институте. С 1986 года исследовательский профессор биологии рака Мельбурнского университета, с 1996 года его эмерит-профессор.
Супруга, четыре дочери, внуки.

## Награды
- 1985 — James Cook Medal[англ.]
- 1986 — GlaxoSmithKline Prize[англ.] Лондонского королевского общества
- 1987 — Bristol-Myers Squibb Award[англ.] for Distinguished Achievement in Cancer Research
- 1988 — Премия Роберта Коха
- 1989 — Alfred P. Sloan Jr. Prize[англ.]
- 1993 — Премия Ласкера-Дебейки по клиническим медицинским исследованиям
- 1993 — Премия Луизы Гросс Хорвиц Колумбийского университета
- 1994 — Медаль Джесси Стивенсон-Коваленко НАН США
- 1994 — Caledonian Research Foundation Prize (Шотландия)
- 1994 — Международная премия Гайрднера
- 1995 — Королевская медаль Лондонского королевского общества
- 1996 — Warren Alpert Foundation Prize[англ.]
- 1997 — American Association for Cancer Research[англ.] Lifetime Achievement Award
- 2000 — Victoria Prize
- 2001 — Prime Minister's Prizes for Science[англ.]
- 2001 — Медаль Столетия
- 2004 — E. Donnall Thomas Prize, American Society of Hematology[англ.]
- 2007 — AACR Award for Lifetime Achievement in Cancer Research[нем.]

Компаньон ордена Австралии (1993, офицер 1976).